# VisiCorp
VisiCorp was een vroege uitgever van software voor de personal computer. De meeste befaamde producten zijn Visi On en VisiCalc.
Het bedrijf werd opgericht in 1976 door Dan Fylstra onder de naam Personal Software, en werd later hernoemd tot "VisiCorp" door het succes van VisiCalc.
- VisiCalc was de eerste spreadsheet, ontwikkeld door Software Arts en uitgegeven VisiCorp.
- Visi On was de eerste GUI voor de IBM PC.